# Kinne-Kleva kyrka
Kinne-Kleva kyrka är en kyrkobyggnad som sedan 2017 tillhör Husaby församling (tidigare i Kleva-Sils församling) i Skara stift. Den ligger i kyrkbyn Kinne-Kleva i Götene kommun.

## Historia
Socknarna Kinne-Kleva och Sil hade tidigare varsin kyrka, båda uppförda under 1100-talet. Medeltidskyrkorna ersattes av en gemensam kyrka som uppfördes 1863-1870
.

### Kinne-Kleva gamla kyrka
Ruinen efter den 1870 rivna medeltidskyrkan finns en kilometer norr om den nya kyrkan. Utseendet före ombyggnaden 1718 är obekant, men efteråt bestod planen av ett rektangulärt långhus, som utvidgats åt öster, torn med spira och tornur, vapenhus av sten i söder och sakristia av sten i norr. Alla tak var spåntäckta. Ingång på vapenhusets södra sida. Interiören var vitmenad med målade gardiner kring fönstren.   

### Sils kyrka
Sils medeltida kyrka var belägen tre kilometer sydost om Kinne-Kleva nya kyrka och revs 1872. Vid visitation 1840 hade den befunnits vara "i fullkomligt godt skick". Kyrkan var byggd av huggen sandsten med långhus, ett lägre och smalare rakt avslutat kor, vapenhus i söder och på långhusets västra sida en liten takryttare med en tämligen hög spira avslutad med en vimpel. Byggnaden var vid rivningen putsad och vitmenad ut- och invändigt med spånbelagda tak. Interiör med triumfbåge och läktare i väster. Av de båda kyrkklockorna har storklockan bevarats och hänger sedan 1970 i en nyuppförd klockstapel vid Sils ödekyrkogård på den gamla kyrkplatsen. Där finns även en minnessten. 

## Kyrkobyggnaden
Kinne-Kleva nya kyrka uppfördes efter ritningar av arkitekten Johan Fredrik Åbom vid Överintendentsämbetet. Kyrkan är byggd av sten och består av ett brett långhus med rakt avslutat kor i öster. Öster om koret finns en vidbyggd absidformad sakristia. Vid långhusets västra kortsida finns kyrktornet med vapenhus och huvudingång. Ytterväggarna är spritputsade och målade i ljusgult, samt har dekorativa inslag av sandsten. Långhuset har ett sadeltak belagt med skiffer, medan sakristian har ett tälttak. Tornet har en karnisformad huv klädd med kopparplåt och därpå finns en spånklädd tornspira, som kröns med ett kopparkors. Interiören har bevarat en stor del av sin ursprungliga karaktär.

## Inventarier
- Dopfunten av sandsten är medeltida. Endast den cylindriska cuppan med skrånande undersida har bevarats. Den är 74 cm hög och har på randen och på livet inskrifter med gotiska minuskler och vapensköld.[1]
- En madonnaskulptur av björk från 1100-talet har under 1400-talet förändrats till Anna själv tredje genom att en naivt utformat barnfigur tillfogats. Höjd 80 cm. Figurerna är skurna var för sig.[2]
- En pietàskulptur av ek från 1400-talet med en tronande Maria. Höjd 109 cm.
- Predikstolen i nyrokoko är tillverkad 1870. Ovanför predikstolen hänger ett krucifix från 1695 som tidigare fanns i Kinne-Kleva gamla kyrka.
- På altaret står ett krucifix från 1780 som tidigare fanns i Sils kyrka.

### Klockor
Storklockan är möjligen senmedeltida. Den har en svag inskrift som kan tolkas: S E C R A T A.

## Orgel
Nuvarande orgel med 18 stämmor fördelade på två manualer och pedal är tillverkad av Smedmans Orgelbyggeri 1980. Tillhörande orgelfasad är från föregående orgel, byggd 1893 av Johannes Magnusson, Göteborg.

## Bilder

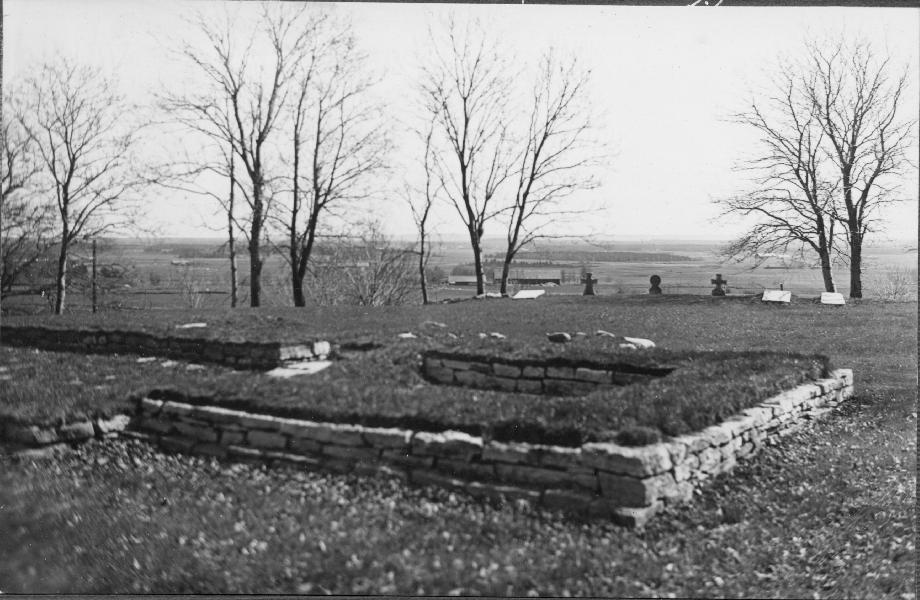
Kinne-Kleva kyrkoruin.
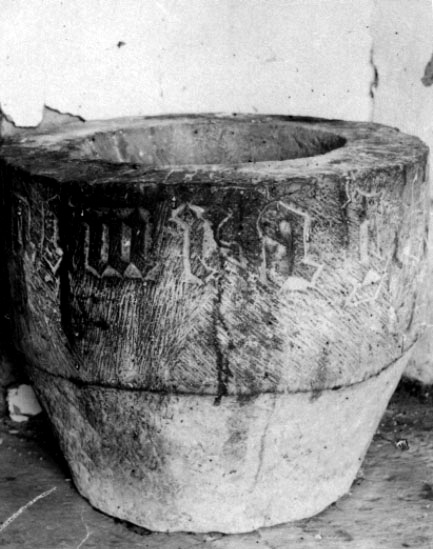
Kinne-Klevas dopfunt.
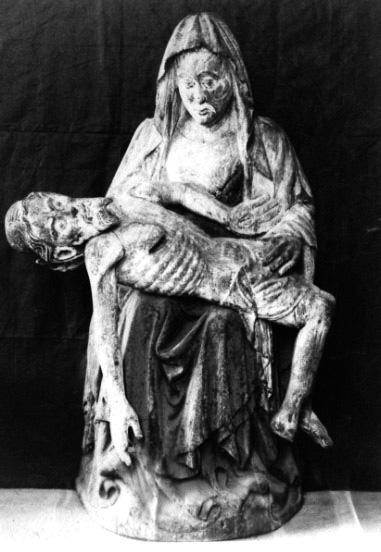
Sörjande jungfru Maria. Träskulptur i ek från 1400-talet.
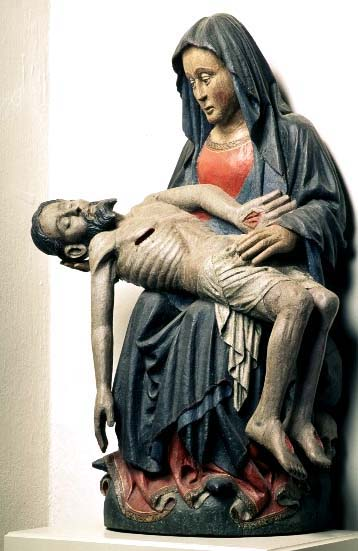
Pietà,
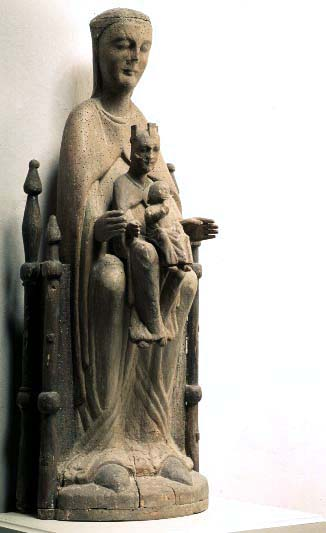
Anna själv tredje, 1400-tal.
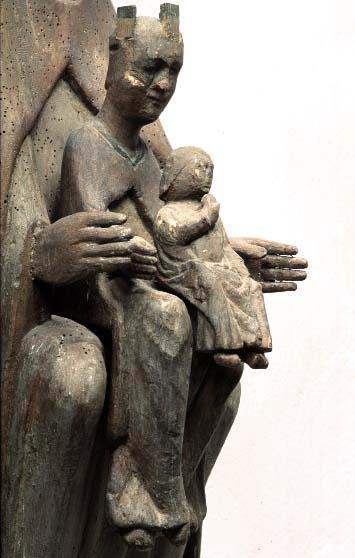
Anna själv tredje, detalj.
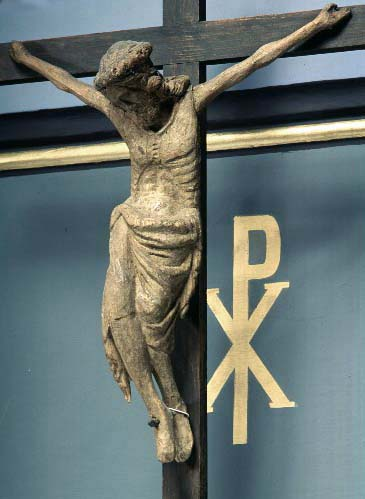
Krucifix från 1300-talet
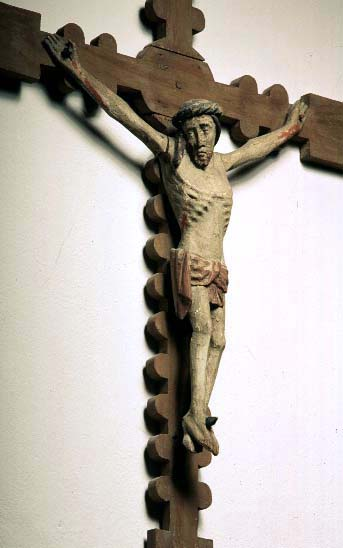
Krucifix från 1400-talets andra halva.